# هارپلیکی

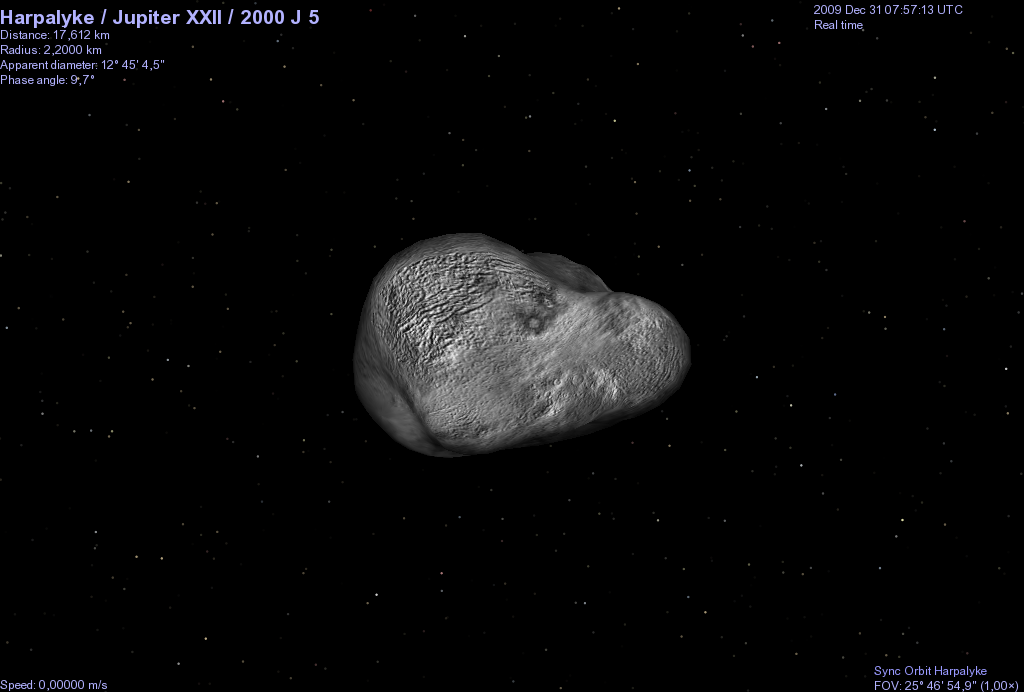
نمایی از قمر مشتری «هارپلیکی» در برنامهٔ منبع‌باز سلستیا - ۲۰۰۹

هارپلیکی (به انگلیسی: Harpalyke) که با نام ژوپیتر XXII نیز خوانده می‌شود، یکی از قمرهای نامنظم و مخالف گرد مشتری است. این قمر به وسیله تیمی از منجمان دانشگاه هاوایی به سرپرستی اسکات اس.شپرد در سال ۲۰۰۰ میلادی کشف شد. این گروه برای آن نام موقت S/2000 J 5 را در نظر گرفتند. در آگوست سال ۲۰۰۳ میلادی، برای این قمر نام هارپلیکی پیشنهاد شد. از هارپلیکی در برخی افسانه‌ها به عنوان معشوقه زئوس نام برده شده است.
قطر این قمر حدود چهار کیلومتر است و به رنگ خاکستری دیده می‌شود. فاصله متوسط این قمر با مشتری ۲۱ میلیون کیلومتر است. قمر هارپلیکی هر ۶۲۴٫۵۴۲ روز زمینی، یک بار به دور مشتری می‌چرخد.